# Masuda

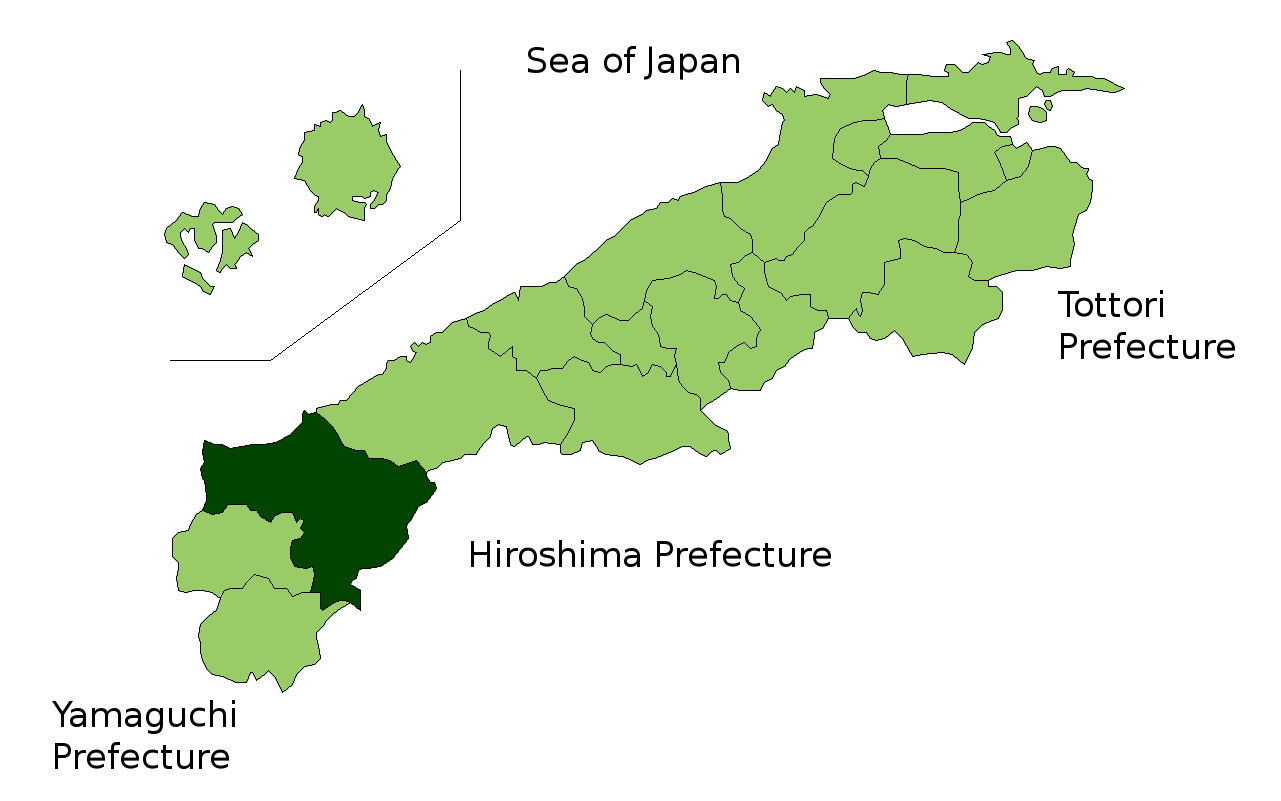

Masuda (益田市 Masuda-shi?) este un municipiu din Japonia, prefectura Shimane.